# Сакан-Іїсте
Сакан-Іїсте (рос. Сакан-Иисте) — село у Ітум-Калінському районі Чечні Російської Федерації.
Населення становить 0 осіб. Входить до складу муніципального утворення Хілдехаройське сільське поселення.

## Історія
Згідно із законом від 14 липня 2008 року органом місцевого самоврядування є Хілдехаройське сільське поселення.

## Населення
| 2010 |
| ---- |
| 0    |